# 暴龍機

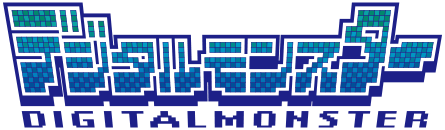
数码怪兽系列

携带机是萬代公司在1997年6月26日推出的电子宠物携带液晶玩具，由万代的堀村有由文开发。定位是予以男孩所玩的拓麻歌子，並加入了進化和對戰等元素。其后萬代更以携带机衍生出跨媒体制作的數碼獸系列。有育成机、冒险机、图鉴机和声光机4种，第一种只有类似拓麻歌子的育成游戏，第二种是加添了冒险游戏元素，第三种是可以搜索收集数码兽图鉴，第四种则是携带机外形的声光玩具。

## 概要

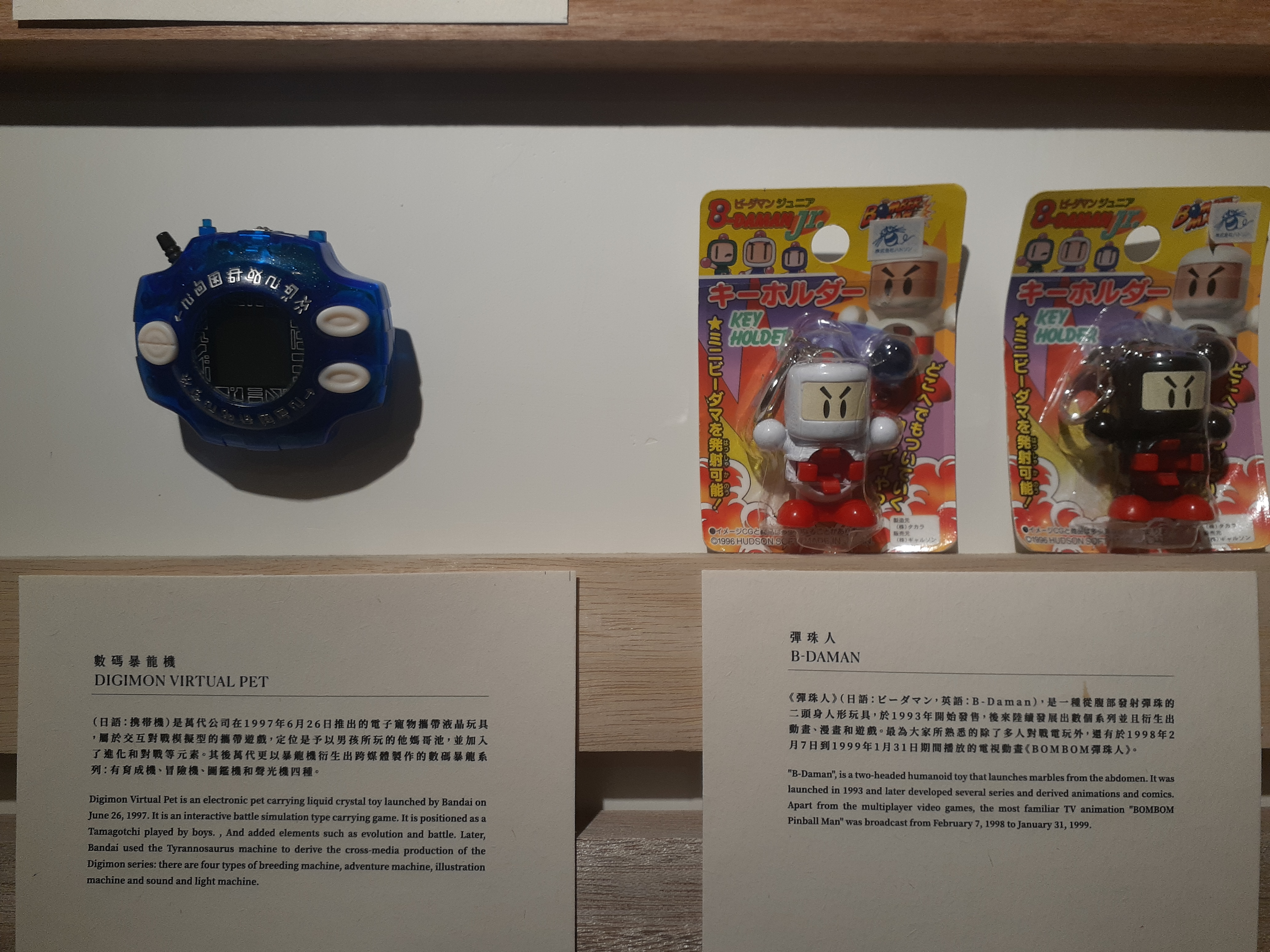
Digivice

携带电子宠物（V-Pet）的液晶玩具原点是元祖版的“数码怪兽”，其后分支为享受培育、进化、对战功能的携带机，和搭载与动画作品联动游戏的数码器（Digivice）。
携带机是数码兽的原点，属于超级交互对战模拟型的携带游戏。对数码兽进行吃饭、训练等照顾行为，通过多种进化路线让他们进化成各种各样的怪兽。
数码器是数码兽动画和漫画系列中主人公们所持有的一种小型仪器。虽然存在多种，但除漫画中登场的数码器01（Digivice 01）和动画中登场的黑暗数码器（Dark Digivice）、生化混合数码器（Bio-Hybrid Digivice）和暗黑装载器（Darkness Loader）外，都以同名玩具发售。数码扫描器之前都搭载了计步器风格的摇一摇功能。
基本操作模式：育成→训练→对战。
从数码蛋出生后大致上分為六个阶段：
- Lv1：幼年期Ⅰ[注 2]
- Lv2：幼年期Ⅱ[注 2]
- Lv3：成长期
- Lv4：成熟期
- Lv5：完全体
- Lv6：究极体

## 特征

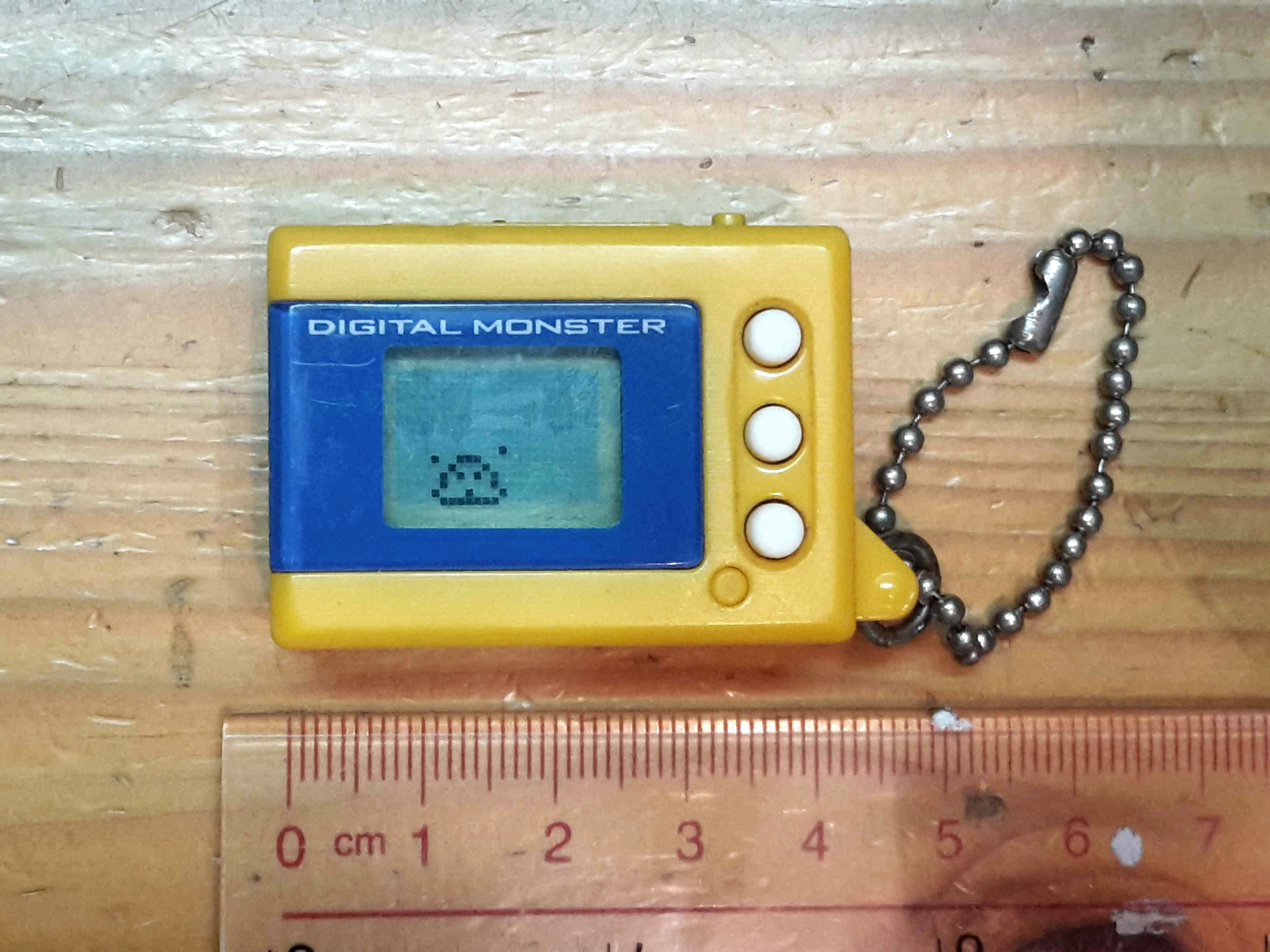
Digimon Mini Ver.2.0

### 点阵绘
作为数码兽商品的特点之一，最有名的要属點陣繪。数码兽的点阵图多数经常被其他公司的2D Graphic游戏所用，采取16×16和24×32等大小规格的点阵绘。另外，也会选定在官方网站上进行公开募集的玩家制作投稿的点阵绘，作为新数码兽使用。

### 背景画
携带机本体的液晶部分里面嵌入了画面，描绘的是文件岛和文件夹大陆的景色。

### 稀有DDP
- D-LINK是DIGIMON LINK SYSTEM（数码兽链接系统）的简称，是从携带机“D-3”一代开始使用的互换系统名称。
- 关于系统的内容，对印有“DIGIMON LINK SYSTEM”标志的商品， 在显示“可以连接”时以电缆和连接端子使用。如携带机之间的通信，通过专用连接让“数码兽”在WonderSwan上对战。用数码方舟机抽换Carddass的互换性，称为“卡片抽换系统”

## 设定

### 数码蛋
数码蛋（Digitama）是在“数码怪兽”系列中登场的虚构的蛋。一词来源于英语的“Digital”和日语的，是个合成词。数码蛋是孵化出数码兽的蛋，从数码蛋到幼年期前期即数码兽的诞生。数码兽并不存在雌雄之分，因此不能进行繁殖活动，不过成熟期的数码兽在寿终正寝之际可以复制自己的数据，留下数码蛋。数码蛋存在各色种类，各自外观特征和诞生出的幼年期数码兽也不同。

### 数码核
数码核（Digicore），又称为电脑核（Computer Kernel），是一种包含有数码兽最重要数据的核心。如果这个核心被破坏，数码兽通常会被消除，但在这之后有一些数码兽仍可以以灵魂的形式继续存活下去。它同时也是非常强大的能量源，通常每个数码兽都拥有一个。例外情况是四圣兽（青龙兽、白虎兽、玄武兽、朱雀兽）和其统领者黄龙兽，这五个数码兽每个都拥有12个数码核；另一个拥有多个数码核的数码兽是番长狮子兽和暗龙兽合体而成的混沌兽，不同于一般数码兽在合体后数码核也会发生融合，其合体后仍保持着分离的状态；重力兽可以将自己的数码核移出身体并将它放置在某个位置甚至是某个生物身上以便安全保管。某些数码兽的数码核被破坏从而将这些数码核重新称之为“黑暗核心（Dark Core）”。
为了反抗X程序（X Program），个别数码兽通过改变它们的数码核而存活下来。这使得数码兽以一种可以欺骗X程序的形式重生，最终导致一种可以抵抗X程序的X抗体（X-Antibody）被安装到数码核上。

### X抗体

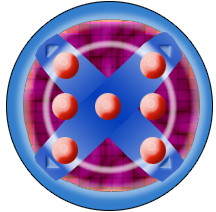
X抗体（X-Antibody）

X抗体（X-Antibody）是一种是使数码兽免疫X程序（X Program）的一种疫苗。数码兽接受来自X抗体对数码核（Digicore）影响会产生外貌变化，同时产生了足以对抗X程序的X进化（X-Evolution），实力通常变得比非X抗体同类更加强大。没有X抗体的数码兽也能通过摄入其他拥有X抗体数码兽的数据进行X进化，但是必须持续摄取X抗体，不然X抗体便会消灭。先天携带X抗体的数码兽（多路兽和龙蛇兽等），X抗体不会从体内消灭。

### 古代种
数码世界的时间流逝非常快，现实世界的一年相当于数码世界的数千年、数万年。数码世界诞生初期被称为「古代数码世界时期」，而在这一时期繁荣的数码兽们被称为「古代种」。由于环境的调整和一次汇集太多信息带来的影响，经历了混沌的时期，发生了相位偏移和数据消失，从而导致众多大陆和数码兽消失，也是古代种数码兽灭绝的原因。
现代数码世界现代种约占九成，仅有很好地继承了古代种数据的「后裔」生存着。不过，在现代种数码兽当中也有部分身体残留有古代种遗传基因数据，他们蕴藏着与「后裔」同等的力量。
古代种数码兽与现代种相比潜在能力上更强，感情起伏也更激昂，「改写（Overwrite）」（改写数据的能力）比现代种更粗暴，因此寿命极短。当然进化的幅度也狭窄，很多数码兽无法向成长期、成熟期以上进化。古代种完全体、究极体数码兽更被认为是虚幻的存在。
为了弥补古代种的进化困难，开发出了名为「数码精神（Digimental）」的技术。数码精神主要分为与进化相关的、与技能相关的、附加耐性等特殊力量的。与进化相关的有勇气、友情、爱情、纯真、知识、诚实、希望、光明、温柔、奇迹、命运11种。与技能相关的有20种。黑暗、欲望、根性、自傲等特殊的也被确认有24种。能够使用进化的数码精神的仅限古代种（后裔）和身体残留有古代种遗传基因数据的部分现代种数码兽。

### 神圣环
神圣环（ホーリーリング，Holy Ring）是赐予数码兽神圣力量，激发能力的不可思议的物品。佩戴该环的数码兽被认为是「神圣系」数码兽，不过也有天使系数码兽不佩戴的情况。由于拥有「神圣」的资质，所以作为其力量的象征，就拥有了名为「神圣环」的印证。神圣环的由来有很多种，如行善就进化成了持有神圣环的数码兽。环上数码文字意思为「数码怪兽（Digital Monster）」。

### ARMS
ARMS，Artificial Monsters的简称。是数码兽研究者们所创造出的人工数字生命体。研究者们模仿数码兽的生态和进化过程而创造他们，作为人类首个「数字生物武器」而备受关注。ARMS本身没有意志，但隐藏着与数码兽同等的强大力量，人们称赞其实用性的同时，畏惧其危险性的声音也很高涨。在军事利用方面，初期被制造的两个ARMS后被称为「ZERO-ARMS: 格拉尼（Grani）」和「ZERO-ARMS: 大蛇（Orochi）」。

### 進化

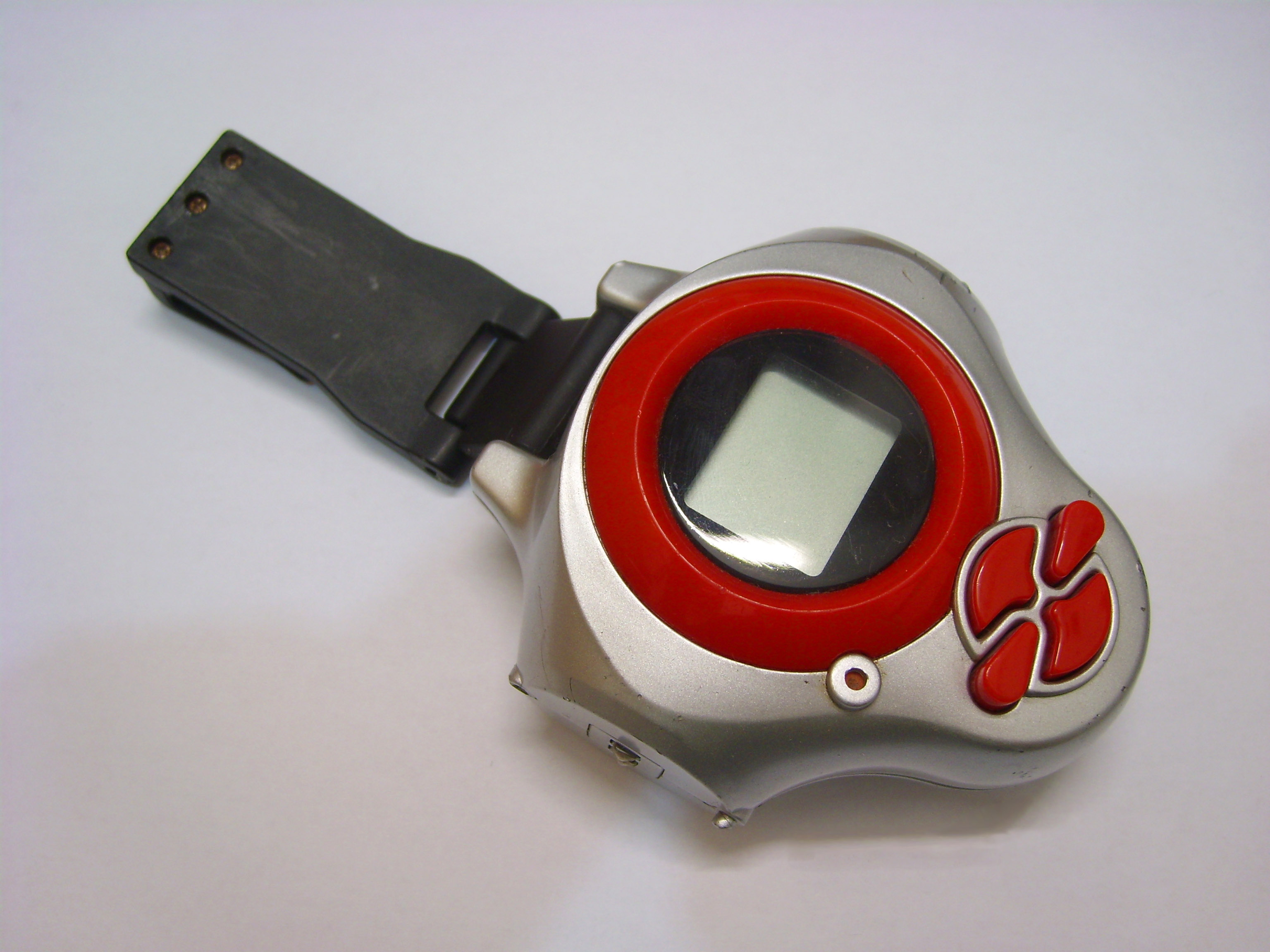
D-Ark

进化（Shinka，Evolution，Digivolution）是数码兽成长和发展的过程。在进化的过程中，数码兽通常能在演化阶段转换成更强大的种类。数码兽在自然环境下可以通过累计数据和能量达成进化，但会受到环境等因素的影响，往往这种进化形态较为稳定，因此不容易退化；然而在与靠着与拥有携带机的人类合作，也可以通过触发人类的情绪或能量的方式，使用终端器或者类似的使数码兽进化到一个更高的阶段。
数码兽的进化是多线路的，自然的进化通常情况下是不会退化的，由于人工进化是短期临时的“人工性的”聚集资料达到的，所以形态并不稳定，往往会退化。同时根据驯兽师的喂食、照顾、战斗等各种育成条件会影响进化的方向性。不同的育成方法能够练就出各种不同进化的数码兽。一只数码兽并非只有一种进化，可能有三种、甚至是五种，而这些都靠你的照顾方式来决定变成哪只。

### 阶段
数码兽有进化阶段，基本上从诞生开始依次为分为：幼年期Ⅰ（也被称为幼年期前期）、幼年期Ⅱ（也被称为幼年期后期）、成长期、成熟期、完全体、究极体六个阶段。也有例外的阶段，如装甲体、混合体、超究极体、不明、无（-）等分类。也有其他一部分数码兽进化阶段虽然不改变，但力量全开和改变性质的如“某某兽：某某形态”等的形态存在（作为例外的几个，虽然存在形态改变的话进化阶段会变化的数码兽，但这被认为是形态改变和进化阶段的变化同时在进行）。基本上随着阶段的提升战斗力也变得越强大，究极体就已经达到顶点了，不过作为幼年期或成长期却凌驾于普通究极体数码兽的阿卡迪兽和光明兽等也属于例外。

### 生态
数码兽的身体由如同细胞核元素的数码核（Digicore）、构成其信息基础的骨格线框模型（Wire Frame）以及作为皮肤的紋理（Texture）构成。数码兽的外形决定于数码兽自身从计算机上的数据种读取并学习，以及人类在计算机上制作。吸收自工具和游戏等各种各样的软件。数码兽主要吃数码世界上的食物生活，甚至吸收网络上的各种数据和程序作为食饵。另外，为了维持数码兽的生命活动，需要电量，这相当于人类所必须的氧气。数码兽与现实中的生物一样从蛋（数码蛋，Digitama）中诞生，会因为生病、受伤等外部因素死亡或寿终正寝。虽然也有老实性情的数码兽，但因为野生的本能基本上是斗争心强的种族，也有被称为“战斗种族”和“战斗种”，数码世界大致通常充满着战斗。数码兽在成长过程中可向更加强有力的（和根据情况向更加弱的）形态进化，这种“进化”与现实的生物进化有所差异，可以说是其个体大幅替换构成自身的数据而成长。到成熟期，原本持有的基因、生活方式和战斗经验、居住环境等变化，产生了各种各样的进化形态分支。成熟期以上的数码兽与其他数码兽战斗，胜利并提升胜率可以进化为力量更强的完全体和究极体数码兽。另外，忍受着残酷的环境变化也会对今后的完全体、究极体进化产生影响。数码兽基本上以年龄进化，进化的平均年龄由各等级决定着。另外还存在着被称为“合步（Jogress）”的数码兽之间的合体，装备道具和摄取等进化。虽然从外观和性格等可以看出性别一样的东西，但实际上数码兽没有性别的概念。正因为不进行繁殖，所以多数情况下没有結婚和家庭等概念。一般只是在弥留之际留下誊写着自己数据的数码蛋。在早期的设定当中，野生数码兽拥有如同一般计算机病毒一样的自我繁殖能力。

### 属性
大部分数码兽分类成疫苗（Vaccine）、数据（Data）和病毒（Virus）三种属性，分别简称为Va、Da和Vi。他们的相克关系是：疫苗→病毒→数据→疫苗。也有例外的属性，如可变（Variable）、自由（Free）、不明（Unknown）和无（-）等分类，大多是古代种。作为角色，一般情况下主人公一边的属于“善”的数码兽多数为疫苗种，反过来反面角色多数为病毒种。

### DNA
DNA（Digimon Natural Ability，数码兽自然能力）是存在于数码兽身体里的如基因般的东西，有龙、兽、鸟、虫、黑暗、圣、水、机械等八种存在。这些也被包含在数码兽摄取的电中，并影响着数码兽的进化。也可以使用通电传感器，从人体和外部媒体流淌的电中提取DNA。

### 种族
各个数码兽根据研究者的观点称为“某某数码兽”，还称为“某某型数码兽”。这些系统由数码兽所包含的“基因”数据所决定。不过各作品内有时会草率地区分类型，不是说各作品有差异，类型不统一，而是并没有固定。

### 所属
数码兽所从属于的势力或组织。目前已经形成的势力或组织有：皇家骑士团、奥林匹斯十二神族、三大天使、七大魔王、十斗士、四圣兽、十二神将、四大龙、D-旅团、番长、钢之帝国、破解队、三枪手、巨死星、武器数码兽等。

### 合金
时之数码合金（クロンデジゾイド，Chrondigizoid。又写作：，Chrondigizoit Metal）由「黄龙矿（Huanglong Ore）」中诞生的一种虚构的金属（假想金属）「时之数码金属（Chrondigizoit）」所制成的合金。正式名称是「时之数码金属混合有机体合金」（Chrondigizoit Hybrid Organism Alloy），简称「CHO-合金（超合金）」。
用这种兼具时之数码金属硬度和生物所拥有的柔性的超金属，与数码兽一体化，可以化为活体金属。因此除了作为武器和防具的材料，还可以利用在改造型和机械型数码兽的部件上。
| 种类             | 英文名             | 描述 |
| ---------------- | ------------------ | --- |
| 数码金属         | Digizoit Metal     | 以无与伦比的绝对硬度为傲的特殊矿石「黄龙矿」的特性，拥有绝对防御能力，但对数码兽伴有较高不适的比重。         |
| 蓝色数码合金     | Blue Digizoid      | 由罕见的「蓝色数码金属」加工而成。纯度最低，但重量轻所以速度和机动性优秀。                                   |
| 红色数码合金     | Red Digizoid       | 反复精炼「红色数码金属」制成，仅从硬度方面提升，但相对的重量却也增加了。                                     |
| 黄金数码合金     | Gold Digizoid      | 防御能力超高且轻量，且连数据分解系等攻击都能抵御的绝对防御状态。可以像肌肉一样锻炼成长，但疏于锻炼则会退化。 |
| 褐色数码合金     | Brown Digizoid     | 兼具硬度与柔韧性，防御力和爆发力均得到提升。                                                                 |
| 黑色数码合金     | Black Digizoid     | 硬度保持不变，数码世界的主计算机世界树编码操作所变化而成，允许数码兽将其武器数据存储进去。                   |
| 黑曜石数码合金   | Obsidian Digizoid  | 拥有独特的切断特性，由「黑色数码金属」精制而成，根据加工方法的不同也可制成「黑色数码合金」。                 |
| 无垢的数码合金   | Pure Digizoid      | 对于坚韧的生物体和棘手的狰狞性，可以抑制其运动能力。                                                         |
| 赛普拉斯数码合金 | Cyplasium Digizoid | 具有纳米机器自我修复的功能和加电负荷后变轻的特殊性质。                                                       |
| 被诅咒的数码合金 | Cursed Digizoid    | 未知 |

### 领域
数码兽在适应的领域内属性会上升，在不适应的领域内属性则会下降。数码兽可以有一个或多个适应领域。
| 领域     | 英文名             | 符号 | 适应领域                           | 描述                                     |
| -------- | ------------------ | ---- | ---------------------------------- | ---------------------------------------- |
| 自然灵魂 | Nature Spirits     | NSp  | 自然界（通常指陆地、草原、高原等） | 普通型的怪兽、野兽。                     |
| 深海救星 | Deep Savers        | DS   | 水域地带和深海                     | 水生或冰川数码兽。                       |
| 噩梦军团 | Nightmare Soldiers | NSo  | 黑暗地区和雾幻地区                 | 黑暗、亡魂型、怪物型或妖怪魔鬼型数码兽。 |
| 风之守卫 | Wind Guardians     | WG   | 天空                               | 飞行、空中或植物数码兽。                 |
| 钢之帝国 | Metal Empire       | ME   | 钢系地区                           | 机械、半机械或电子数码兽。               |
| 病毒克星 | Virus Busters      | VB   | 所有地区，主要是光明地区           | 正义或天使型数码兽。                     |
| 龙之咆哮 | Dragons Roar       | DR   | 几乎所有                           | 龙型数码兽。                             |
| 丛林骑兵 | Jungle Troopers    | JT   | 丛林、森林、木系地区               | 植物型、虫型数码兽。                     |
| 黑暗区域 | Dark Area          | DA   | 黑暗、暗系地区                     | 邪恶型、恶魔型、恐怖型或魔王型数码兽。   |
| 未知领域 | Unknown            | UK   | 所有                               | 突变型、异常型或奇怪的数码兽。           |

### 平行世界
研究者通过对数码世界研究的发展，推测到了所谓「平行世界」的存在。一方面，现在认为以数码世界为中心散布着，干涉的视角和时间都不相同，因此不同平行世界将数码世界认知成不同模样的可能性很高。另一方面，不同平行世界的研究者干涉和数码世界构造集群化，也成为产生更多黑箱的主要原因，甚至产生了数码世界发生问题会在不同平行世界的现实世界引发事象的因果关系。

### 数码世界
数码世界（Digital World）是从携带机游戏系列开始的跨媒体作品群“数码怪兽（Digital Monster）”中登场的虚构世界。广义上是指“网络空间（電脳空間）”，不过狭义上是指存在于这个空间的行星般的球状世界。“数码世界”这个名称虽然是动画中的原创，不过在其他媒体（游戏、卡片、漫画等）中被称作“数码兽世界”。2003年发售的携带机数码兽摇摆机X中以“NEW数码世界”为名首次使用在动画以外的媒体，从2006年动画《数码兽拯救者》以后开始统一使用“数码世界”的名称。

### 应用兽
- APP怪獸（Appli Monster）[25]：如今世界上很多人在使用智能手机应用，APP怪獸是潜藏着在这些应用中由人工智能组成的生命体，通称“应用兽（Appmon）”。
- 应用驱动器（Appli Drive）：让应用兽实体化的重要道具，具有打开AR领域、应用合体、超应用显现、极应用显现（受60秒时间限制）的功能。
- 应用驱动器DUO（Appli Drive DUO）：同样为使应用兽实体化的重要道具，是应用驱动的强化型。DUO通过持有者“注入自我”进行显现，实体化后的应用兽，力量值提升1.5倍，极应用显现不受60秒时间限制，也可以将持有者的能量转移至应用兽身上。
- 级别（Grade）：应用兽级别分为四个阶段：普（Standard）、超（Super）、极（Ultimate）、神（God），也有例外的阶段，如不明（Unknown）和无（-）的分类。
- 属性（Attribute）：应用兽属性包括8种：社交（Social）、导航（Navi）、游戏（Game）、娱乐（Entertainment）、生活（Life）、工具（Tool）、系统（System）、神（God），前7种属性的相克关系是：社交→导航→工具→系统→游戏→娱乐→生活→社交，也有例外的属性，如不明（Unknown）或无（-）的分类。[26]

### 译名
- 系列作品译名方面，总体上中国大陆和台灣官方翻譯為數碼寶貝，香港官方翻譯為數碼暴龍，目前民间通稱数码兽或全称数码怪兽，事实上最早出现的民间翻译即为数码怪兽，另外有时会见到电脑怪物、数字兽、数字怪兽等早期民间翻译。
- 对于动画中数码生命体Digital Monster或Digimon的命名，大体上中国大陆和台灣官方翻譯為數碼寶貝或數碼獸，香港官方翻譯為數碼精靈、數碼暴龍、數碼獸；民间通称数码兽或全称数码怪兽。
- 对于漫画中数码生命体Digital Monster或Digimon的命名，大体上中国大陆和台灣官方翻譯為數碼寶貝，香港官方翻譯為數碼暴龍或暴龍，民间通称数码兽或全称数码怪兽。
- 对于电子游戏中数码生命体Digital Monster或Digimon的命名，大体上中国大陆和台灣官方翻譯為數碼寶貝，香港官方翻譯為數碼精靈，民间通称数码兽或全称数码怪兽。
- 液晶玩具译名随着系列的更新换代有不同的译名，对于Digital Monster，中国大陆和香港官方翻译为暴龍機或數碼暴龍機，台灣官方翻译为怪兽对打机，民间通称携带机或数码怪兽；对于动画和漫画作品中的Digivice，中国大陆官方翻译为暴龍機、數碼暴龍機、數碼寶貝機、神聖計劃，香港官方翻译为暴龍機、數碼暴龍機、數碼配章、數碼器，台灣官方翻译为暴龍機、寶貝機、神聖計劃，民间通称数码器。
- 对于Appmon，中国大陆官方翻译为应用兽，香港官方翻譯為程式獸，台灣官方翻譯為APP獸；对于Appli Monster，中国大陆官方翻译为应用怪兽，香港官方翻譯為程式精靈，台灣官方翻譯為APP怪獸。[27]

## 汇总
| 类别   | 属性     | 中文名                                            | 英文名                                                                     | 发售时间       |
| ------ | -------- | ------------------------------------------------- | -------------------------------------------------------------------------- | -------------- |
| 育成机 | 原创商品 | 数码怪兽第1版                                     | Digital Monster Ver.1                                                      | 1997年6月26日  |
| 育成机 | 原创商品 | 数码怪兽第2版                                     | Digital Monster Ver.2                                                      | 1997年12月     |
| 育成机 | 原创商品 | 数码怪兽第3版                                     | Digital Monster Ver.3                                                      | 1998年3月下旬  |
| 育成机 | 原创商品 | 数码怪兽第4版                                     | Digital Monster Ver.4                                                      | 1998年5月下旬  |
| 育成机 | 原创商品 | 数码怪兽第4版 D-1特典                             | Digital Monster Ver.4 D-1 Special                                          | 1998年8月      |
| 育成机 | 原创商品 | 数码怪兽第5版                                     | Digital Monster Ver.5                                                      | 1998年8月下旬  |
| 育成机 | 原创商品 | 数码兽摇摆机1.0 自然灵魂                          | Digimon Pendulum 1.0 Nature Spirits                                        | 1998年10月24日 |
| 育成机 | 原创商品 | 数码兽摇摆机2.0 深海救星                          | Digimon Pendulum 2.0 Deep Savers                                           | 1998年12月中旬 |
| 育成机 | 原创商品 | 数码怪兽第6版                                     | Digital Monster Ver.6                                                      | 1998年         |
| 育成机 | 原创商品 | 数码兽摇摆机1.5 自然灵魂                          | Digimon Pendulum 1.5 Nature Spirits                                        | 1999年1月下旬  |
| 育成机 | 原创商品 | 数码兽摇摆机3.0 噩梦军团                          | Digimon Pendulum 3.0 Nightmare Soldiers                                    | 1999年3月下旬  |
| 育成机 | 原创商品 | 数码兽摇摆机2.5 深海救星                          | Digimon Pendulum 2.5 Deep Savers                                           | 1999年4月下旬  |
| 育成机 | 原创商品 | 数码兽摇摆机4.0 风之守卫                          | Digimon Pendulum 4.0 Wind Guardians                                        | 1999年6月中旬  |
| 冒险机 | 动画周边 | 数码器第1版                                       | Digivice Version 1                                                         | 1999年7月下旬  |
| 图鉴机 | 动画周边 | 数码兽分析器                                      | Digimon Analyzer                                                           | 1999年9月下旬  |
| 育成机 | 原创商品 | 数码兽摇摆机5.0 钢之帝国                          | Digimon Pendulum 5.0 Metal Empire                                          | 1999年9月下旬  |
| 育成机 | 原创商品 | 数码兽摇摆机3.5 噩梦军团                          | Digimon Pendulum 3.5 Nightmare Soldiers                                    | 1999年10月下旬 |
| 冒险机 | 动画周边 | 数码器第2版                                       | Digivice Version 2                                                         | 1999年11月28日 |
| 图鉴机 | 动画周边 | 数码兽大冒险卡片对战机入门套装                    | Digimon Adventure Card Tactics Starter Set                                 | 1999年12月14日 |
| 冒险机 | 动画周边 | 数码器第2.5版                                     | Digivice Version 2.5                                                       | 1999年         |
| 育成机 | 原创商品 | 数码兽摇摆机 ZERO 病毒克星                        | Digimon Pendulum ZERO Virus Busters                                        | 2000年3月下旬  |
| 育成机 | 原创商品 | 数码兽摇摆机4.5 风之守卫                          | Digimon Pendulum 4.5 Wind Guardians                                        | 2000年5月      |
| 冒险机 | 动画周边 | D-3数码器第1版                                    | D-3 Version 1                                                              | 2000年6月18日  |
| 育成机 | 原创商品 | 数码兽摇摆机5.5 钢之帝国                          | Digimon Pendulum 5.5 Metal Empire                                          | 2000年6月26日  |
| 图鉴机 | 动画周边 | 数码终端器                                        | D-Terminal                                                                 | 2000年7月下旬  |
| 冒险机 | 动画周边 | D-3数码器第2版                                    | D-3 Version 2                                                              | 2000年9月18日  |
| 冒险机 | 动画周边 | D-3数码器第3版                                    | D-3 Version 3                                                              | 2000年12月下旬 |
| 冒险机 | 动画周边 | D-3数码器 V仔兽限定版                             | D-3 V-Mon Version Limited Edition                                          | 2000年6月18日  |
| 冒险机 | 动画周边 | 数码方舟机第1.0版                                 | D-Ark Version 1.0                                                          | 2001年4月28日  |
| 冒险机 | 动画周边 | 数码方舟机第2.0版                                 | D-Ark Version 2.0                                                          | 2001年7月20日  |
| 冒险机 | 动画周边 | 数码方舟机第1.5版                                 | D-Ark Version 1.5                                                          | 2001年9月30日  |
| 冒险机 | 动画周边 | 数码方舟机究极版                                  | D-Ark Ultimate Version                                                     | 2001年12月8日  |
| 冒险机 | 动画周边 | 数码方舟机联网版                                  | D-Ark Version Internet                                                     | 2001年         |
| 冒险机 | 动画周边 | 数码超能量机第1版                                 | D-Power Ver.1                                                              | 2001年         |
| 冒险机 | 动画周边 | 数码超能量机第2版                                 | D-Power Ver.2                                                              | 2001年         |
| 冒险机 | 动画周边 | 数码超能量机第3版                                 | D-Power Ver.3                                                              | 2001年         |
| 图鉴机 | 原创商品 | 数码收集器                                        | D-Gather                                                                   | 2001年         |
| 冒险机 | 动画周边 | 数码扫描器1.0                                     | D-Scanner 1.0                                                              | 2002年6月30日  |
| 育成机 | 原创商品 | 数码兽摇摆机进步版1.0 龙之咆哮                    | Digimon Pendulum Progress 1.0 Dragon's Roar                                | 2002年7月27日  |
| 冒险机 | 动画周边 | 数码扫描器2.0                                     | D-Scanner 2.0                                                              | 2002年8月下旬  |
| 育成机 | 原创商品 | 数码兽摇摆机进步版2.0 末日部队                    | Digimon Pendulum Progress 2.0 Armageddon Army                              | 2002年9月20日  |
| 冒险机 | 动画周边 | 数码扫描器3.0                                     | D-Scanner 3.0                                                              | 2002年12月中旬 |
| 冒险机 | 动画周边 | 数码探测器第1版                                   | D-Tector Version 1                                                         | 2002年         |
| 冒险机 | 动画周边 | 数码探测器第2版                                   | D-Tector Version 2                                                         | 2002年         |
| 冒险机 | 动画周边 | 数码探测器第3版                                   | D-Tector Version 3                                                         | 2002年         |
| 冒险机 | 动画周边 | 数码探测器第4版                                   | D-Tector Version 4                                                         | 2002年         |
| 育成机 | 原创商品 | 数码兽摇摆机进步版3.0 圣兽斗技场                  | Digimon Pendulum Progress 3.0 Animal Colosseum                             | 2003年3月28日  |
| 育成机 | 原创商品 | 数码兽摇摆机X 1.0                                 | Digimon Pendulum X 1.0                                                     | 2003年4月26日  |
| 育成机 | 原创商品 | 数码兽摇摆机X 2.0                                 | Digimon Pendulum X 2.0                                                     | 2003年8月10日  |
| 育成机 | 原创商品 | 数码兽摇摆机X 1.5                                 | Digimon Pendulum X 1.5                                                     | 2003年9月20日  |
| 育成机 | 原创商品 | 数码兽摇摆机X 2.5                                 | Digimon Pendulum X 2.5                                                     | 2003年10月21日 |
| 育成机 | 原创商品 | 数码兽摇摆机X 3.0                                 | Digimon Pendulum X 3.0                                                     | 2003年11月21日 |
| 育成机 | 原创商品 | 数码兽摇摆机循环版 第6版                          | Digimon Pendulum Cycle Ver.6                                               | 2003年         |
| 育成机 | 原创商品 | 数码兽摇摆机循环版 第7版                          | Digimon Pendulum Cycle Ver.7                                               | 2003年         |
| 育成机 | 原创商品 | 数码兽摇摆机循环版 第8版                          | Digimon Pendulum Cycle Ver.8                                               | 2003年         |
| 育成机 | 原创商品 | 数码兽摇摆机循环版 第9版                          | Digimon Pendulum Cycle Ver.9                                               | 2003年         |
| 育成机 | 原创商品 | 数码兽摇摆机循环版 第10版                         | Digimon Pendulum Cycle Ver.10                                              | 2003年         |
| 图鉴机 | 原创商品 | 数码怪兽超战魂机                                  | Digital Monster D-Spirit                                                   | 2003年         |
| 图鉴机 | 原创商品 | 数码怪兽超战魂机第2代                             | Digital Monster D-Spirit 2                                                 | 2003年         |
| 育成机 | 原创商品 | 都科摩i-Mode版 数码怪兽                           | DoCoMo i-Mode Digital Monster                                              | 2004年10月4日  |
| 育成机 | 原创商品 | 数码怪兽雷登机第1.0版                             | Digital Monster D-Cyber Version 1.0                                        | 2004年         |
| 育成机 | 原创商品 | 数码怪兽雷登机第1.5版                             | Digital Monster D-Cyber Version 1.5                                        | 2004年         |
| 育成机 | 原创商品 | 数码怪兽雷登机第2.0版                             | Digital Monster D-Cyber Version 2.0                                        | 2004年         |
| 育成机 | 原创商品 | 数码怪兽雷登机究极版                              | Digital Monster D-Cyber Ultimate                                           | 2004年         |
| 育成机 | 原创商品 | 数码兽加速器 正义基因组/邪恶基因组                | Digimon Accel Justice Genome/Evil Genome                                   | 2005年3月26日  |
| 育成机 | 原创商品 | 数码兽加速器 自然基因组                           | Digimon Accel Nature Genome                                                | 2005年7月30日  |
| 育成机 | 原创商品 | 数码兽加速器 究极基因组                           | Digimon Accel Ultimate Genome                                              | 2005年11月19日 |
| 育成机 | 原创商品 | 数码兽迷你机第1.0版                               | Digimon Mini Ver.1.0                                                       | 2005年11月23日 |
| 育成机 | 原创商品 | 数码兽迷你机第2.0版                               | Digimon Mini Ver.2.0                                                       | 2006年3月18日  |
| 冒险机 | 动画周边 | 数码器iC 10X                                      | Digivice iC 10X                                                            | 2006年3月31日  |
| 育成机 | 原创商品 | 数码兽迷你机第3.0版                               | Digimon Mini Ver.3.0                                                       | 2006年6月28日  |
| 冒险机 | 动画周边 | 数码器iC 20X                                      | Digivice iC 20X                                                            | 2006年7月29日  |
| 图鉴机 | 动画周边 | 数码视窗机                                        | DigiWindow                                                                 | 2006年8月31日  |
| 育成机 | 原创商品 | 数码兽迷你机 优衣库限定版                         | Digimon Mini Uniqlo Limited Edition                                        | 2006年10月7日  |
| 冒险机 | 动画周边 | 数码器爆裂版                                      | Digivice Burst                                                             | 2006年11月18日 |
| 育成机 | 原创商品 | 数码兽对神器 解放/革命                            | Digimon Twin L（Liberation）/R（Revolution）                               | 2007年3月24日  |
| 图鉴机 | 动画周边 | 数码器数据链接版                                  | Digivice Data Link                                                         | 2008年9月8日   |
| 冒险机 | 原创商品 | 数码兽新世代机第1版                               | Digimon Neo Ver.1                                                          | 2009年12月4日  |
| 冒险机 | 原创商品 | 数码兽新世代机第2版                               | Digimon Neo Ver.2                                                          | 2010年6月4日   |
| 冒险机 | 动画周边 | 数码兽合体装载器                                  | Digimon Xros Loader                                                        | 2010年10月16日 |
| 育成机 | 动画周边 | 数码兽迷你机（合体战争版）                        | Digimon Mini（Xros Wars）                                                  | 2010年11月6日  |
| 图鉴机 | 动画周边 | 数码兽捕捉机 加油显示屏兽!                        | Digimon Catch Ganbare Monitamon!                                           | 2010年11月13日 |
| 冒险机 | 动画周边 | 数码兽合体装载器 黑色版                           | Digimon Xros Loader Black Color Ver.                                       | 2010年12月18日 |
| 冒险机 | 动画周边 | 数码兽合体装载器 蓝色闪光阵营                     | Digimon Xros Loader Blue Flare Side                                        | 2011年1月29日  |
| 冒险机 | 动画周边 | 数码兽合体装载器                                  | Digimon Fusion Loader                                                      | 2012年11月2日  |
| 冒险机 | 动画周边 | 数码器15周年版                                    | Digivice Ver.15th                                                          | 2014年12月26日 |
| 冒险机 | 动画周边 | 数码器15周年版 动画原色版                         | Digivice Ver.15th Anime Original Color                                     | 2015年7月25日  |
| 声光机 | 动画周边 | CSA数码器                                         | Complete Selection Animation Digivice                                      | 2015年12月12日 |
| 冒险机 | 动画周边 | D-3数码器15周年版                                 | D-3 Ver.15th                                                               | 2016年6月15日  |
| 冒险机 | 动画周边 | D-3数码器15周年版 机甲龙兽配色版                  | D-3 Ver.15th Paildramon Color                                              | 2016年7月7日   |
| 声光机 | 动画周边 | 应用驱动器                                        | Appli Drive                                                                | 2016年10月8日  |
| 冒险机 | 动画周边 | 数码方舟机15周年版                                | D-Ark Ver.15th                                                             | 2017年1月23日  |
| 声光机 | 动画周边 | CSA D-3数码器                                     | Complete Selection Animation D-3                                           | 2017年3月21日  |
| 声光机 | 动画周边 | 应用驱动器DUO                                     | Appli Drive DUO                                                            | 2017年4月29日  |
| 育成机 | 原创商品 | 数码怪兽20周年版                                  | Digital Monster Ver.20th                                                   | 2017年6月16日  |
| 声光机 | 动画周边 | 应用驱动器DUO 盖奇兽版                            | Appli Drive DUO Gatchmon Ver.                                              | 2017年6月24日  |
| 育成机 | 原创商品 | 数码怪兽20周年版 阿尔法兽/兹巴兽/奥米加兽配色版   | Digital Monster Ver.20th Alphamon/Zubamon/Omegamon Color                   | 2017年11月20日 |
| 冒险机 | 动画周边 | 数码器15周年版 战斗暴龙兽/钢铁加鲁鲁兽配色版      | Digivice Ver.15th War Greymon/Metal Carurumon Color                        | 2017年11月22日 |
| 育成机 | 原创商品 | 数码兽摇摆机20周年版                              | Digimon Pendulum Ver.20th                                                  | 2018年6月21日  |
| 声光机 | 动画周边 | CSA数码器tri.纪念版                               | Complete Selection Animation Digivice tri. Memorial                        | 2018年10月13日 |
| 育成机 | 原创商品 | 数码兽摇摆机20周年版 公爵兽/别西卜兽配色版        | Digimon Pendulum Ver.20th Dukemon/Beelzebumon Color                        | 2018年12月15日 |
| 声光机 | 动画周边 | CSA数码器1999版                                   | Complete Selection Animation Digivice 1999                                 | 2019年1月23日  |
| 育成机 | 原创商品 | 数码怪兽X                                         | Digital Monster X                                                          | 2019年3月14日  |
| 育成机 | 原创商品 | 数码怪兽X 第2版                                   | Digital Monster X Ver.2                                                    | 2019年11月16日 |
| 育成机 | 原创商品 | 数码怪兽X 第3版                                   | Digital Monster X Ver.3                                                    | 2020年3月16日  |
| 声光机 | 动画周边 | CSA数码器-最后的进化版-                           | Complete Selection Animation Digivice -LAST EVOLUTION-                     | 2020年6月23日  |
| 育成机 | 原创商品 | 数码兽摇摆机Z 自然灵魂/深海救星/噩梦军团          | Digimon Pendulum Z Nature Spirits/Deep Savers/Nightmare Soldiers           | 2020年11月16日 |
| 冒险机 | 动画周边 | 数码器：                                          | Digivice:                                                                  | 2020年11月24日 |
| 育成机 | 原创商品 | 数码怪兽复刻版                                    | Digital Monster Ver.REVIVAL                                                | 2020年12月15日 |
| 冒险机 | 动画周边 | 数码器完全版                                      | Digivice Ver.Complete                                                      | 2021年1月20日  |
| 育成机 | 原创商品 | 生命手环 数码怪兽                                 | Vital Bracelet Digital Monster                                             | 2021年3月13日  |
| 育成机 | 原创商品 | 数码兽摇摆机Z II 风之守卫/钢之帝国/病毒克星       | Digimon Pendulum Z II Wind Guardians/Metal Empire/Vi Busters               | 2021年3月17日  |
| 育成机 | 动画周边 | 生命手环 数码器-V-                                | Vital Bracelet Digivice-V-                                                 | 2021年10月2日  |
| 育成机 | 原创商品 | 生命英雄 数码兽                                   | Vital Hero Digimon                                                         | 2022年7月21日  |
| 声光机 | 动画周边 | SCSA数码方舟机                                    | Super Complete Selection Animation D-Ark                                   | 2022年9月21日  |
| 育成机 | 原创商品 | 生命手环BE 数码怪兽25周年套装                     | Vital Bracelet BE Digital Monster 25th Anniversary Set                     | 2022年11月24日 |
| 育成机 | 动画周边 | 生命手环BE 数码器-VV-                             | Vital Bracelet BE Digivice-VV-                                             | 2022年11月26日 |
| 育成机 | 原创商品 | 数码怪兽彩屏 第1版/第2版                          | Digital Monster Color Ver.1/Ver.2                                          | 2023年2月17日  |
| 声光机 | 动画周边 | SCSA数码扫描器                                    | Super Complete Selection Animation D-Scanner                               | 2023年3月20日  |
| 育成机 | 原创商品 | 生命手环BE 数码怪兽 特别选择套装                  | Vital Bracelet BE Digital Monster Special Selection Set                    | 2023年4月29日  |
| 育成机 | 原创商品 | 数码怪兽 渡边健史版                               | Digital Monster Kenji Watanabe Edition                                     | 2023年7月19日  |
| 育成机 | 原创商品 | 数码怪兽彩屏 第3版/第4版/第5版                    | Digital Monster Color Ver.3/Ver.4/Ver.5                                    | 2023年9月19日  |
| 声光机 | 动画周边 | SCSA数码方舟机 松田启人究极版                     | Super Complete Selection Animation D-Ark Ver.Takato Matsuda Ultimate       | 2023年10月17日 |
| 育成机 | 原创商品 | 数码怪兽彩屏 第1版 透明原版/第2版 烟熏原版        | Digital Monster Color Ver.1 Original Clear/Ver.2 Original Smoke            | 2023年12月14日 |
| 育成机 | 原创商品 | 数码兽摇摆机彩屏 1自然灵魂/2深海救星/3噩梦军团    | Digimon Pendulum Color 1 Nature Spirits/2 Deep Savers/3 Nightmare Soldiers | 2024年2月22日  |
| 声光机 | 动画周边 | SCSA D-3数码器                                    | Super Complete Selection Animation D-3                                     | 2024年3月14日  |
| 冒险机 | 动画周边 | 数码器-25周年彩屏进化版-                          | Digivice -25th Color Evolution-                                            | 2024年7月29日  |
| 育成机 | 原创商品 | 数码怪兽X As'玛利亚版                             | Digital Monster X As'Maria Edition                                         | 2024年8月20日  |
| 育成机 | 原创商品 | 数码兽摇摆机彩屏 4风之守卫/5钢之帝国/ZERO病毒克星 | Digimon Pendulum Color 4 Wind Guardians/5 Metal Empire/ZERO Virus Bs       | 2024年9月20日  |
| 育成机 | 原创商品 | 数码怪兽 异潮版                                   | Digital Monster Hype Drop Edition                                          | 2024年12月2日  |
| 育成机 | 原创商品 | 数码怪兽彩屏 怪物猎人20周年版                     | Digital Monster Color Monster Hunter 20th Edition                          | 2025年2月14日  |
| 冒险机 | 动画周边 | D-3数码器-25周年彩屏进化版-                       | D-3 -25th Color Evolution-                                                 | 2025年7月29日  |
| 育成机 | 原创商品 | 数码怪兽彩屏 哥斯拉70周年版                       | Digital Monster Color Godzilla 70th Edition                                | 2025年8月18日  |
| 育成机 | 原创商品 | 数码兽摇摆机彩屏 6西游战士/7东方勇士              | Digimon Pendulum Color 6 Saiyu Warriors/7 Toho Braves                      | 2025年12月     |

## 代理状况
| 地区     | 代理方                        | 代理营运权  |
| -------- | ----------------------------- | ----------- |
| 中国大陆 | 广州迅合行贸易有限公司        | 中国大陆    |
| 香港     | 瑞華行有限公司                | 香港、 澳門 |
| 台灣     | 萬榮國際企業股份有限公司      | 台灣        |
| 新加坡   | The Falcon's Hangar Pte. Ltd. | 新加坡      |
| 马来西亚 | KC Distribution Sdn. Bhd.     | 马来西亚    |

## 注解
1. ↑  原任职于万代，携带育成模拟游戏“数码怪兽”开发担当，持有多项专利，现已离职。
2. 1 2  该阶段不能进行对战
3. ↑  人工进化分为：进化（Evolution）、暗黑进化（Dark Evolution）、超进化（Super Evolution）、跃迁进化（Warp Evolution）、合步进化（Jogress Evolution）、装甲进化（Armor Evolution）、究极进化（Ultimate Evolution）、形态转换（Mode Change）、矩阵进化（Matrix Evolution）、魂进化（Spirit Evolution）、双魂进化（Double Spirit Evolution）、超魂进化（Hyper Spirit Evolution）、古魂进化（Ancient Spirit Evolution）、转移进化（Slide Evolution）、完全进化（Perfect Evolution）、拟似进化（Pseudo Evolution）、混合生化进化（Hyper Bio Evolution）、混合生化高阶进化（Hyper Bio Extra Evolution）、爆裂进化（Burst Evolution）、突风进化（Blast Evolution）、X进化（X-Evolution）、死之X进化（Death-X-Evolution）、数码合体（Digi-Xros）
4. ↑  也有幼年期Ⅰ和Ⅱ合并称为幼年期的时候。
5. ↑  Jogress（合步）是由Joint（联合）及Progress（进步、发展）构成的合成词，又称「联展」。最初设定上数码兽之间合体，向上进化一个等级的技术称为「合步」，而等级没有变化则称为「合体」。但在液晶玩具数码兽摇摆机中将两种情况均称为「合步」，因此后来得到统一。成熟期以上的数码兽，可以以成熟期＋成熟期、成熟期＋完全体、完全体＋完全体、究极体＋究极体等形式完成合步。不是任何数码兽都能进行合步，数码兽之间还存在相性等因素。其中究极体之间的合步，更是仅限屈指可数的数码兽使用。而最近三体以上数码兽同时合步的技术也出现了。另外，合步后的数码兽不以「合步体」等称呼，以普通的等级名称呼。不过仅限究极体，有时也被称为「合体究极体」。
6. ↑  Chrondigizoid与Chrondigizoit两个词的区别在于，Chrondigizoit是指在数码世界产出的矿物，而Chrondigizoid的意思是「时之数码金属（Chrondigizoit）」与生物有机体（Organism）秉持后的合金。也就是说，Chrondigizoit本身是指构成材料的金属矿物本身，而Chrondigizoid指合金。因此与数码兽一体化、以及成为武器的，「Chrondigizoid」才是正确的说法。
7. ↑  时之数码合金的始祖「黄龙矿」，号称绝对硬度的矿石。强度高到要损伤黄龙矿，就必须使用黄龙矿。由于极端的重量和稀少，并不适于用作武器或防具。拥有「黄龙矿」的唯一数码兽为黄龙兽。
8. ↑  「蓝色数码金属（Blue Digizoit）」纯度低，但并非高纯度的时之数码合金更优秀。另外还有「『蓝色数码合金化』的时之数码合金」的记述，因此可能存在将普通时之数码合金变化为稀有金属的「蓝色数码合金（Blue Digizoid）」的技术。
9. ↑  「红色数码金属（Red Digizoit）」纯度高，且「红色数码合金（Red Digizoid）」也有「高纯度时之数码合金的精炼」的记载，考虑到原本矿石的「时之数码金属」和生物同化之时被精炼的情况，就不能只说纯度高的「时之数码金属」一定是红色数码金属。另外「红色数码金属」与「红色数码合金」的区别目前还不清楚。
10. ↑  「赛普拉斯数码合金（Cyplasium Digizoid）」别名「浮云之石」。《徽章战士》系列世界观下的一种虚构金属，从古代遗迹中与徽章战士的素体和徽章一起被挖掘的物质。